# Forbesichthys agassizii
Forbesichthys agassizii е вид лъчеперка от семейство Amblyopsidae, единствен представител на род Forbesicthys.

## Разпространение
Видът е разпространен в САЩ.